# 173
Римська імперія •  Парфянське царство •  Кушанське царство •  Східна Хань •  Сармати

## Геополітична ситуація
У Римській імперії п'ятий рік одноосібно править Марк Аврелій (до 180). Імперія  займає Апеннінський, Піренейський та Балканський півострови, Галлію, частину Британії, Близький Схід, Північну Африку включно з Єгиптом. В імперії лютує чума Антоніна. Пограничні області перебувають під натиском германців — триває Маркоманська війна.
Наймогутніша держава центральної Азії — Парфянське царство. Наймогутніша держава Індостану — Кушанське царство. Династія Хань править у Китаї.  Корейський півострів ділять між собою Три корейські держави. 
Триває докласичний період цивілізації мая.
На території майбутньої України, в степах Причорномор'я, кочують сармати, північніше — племена Черняхівської культури.

## Події
- Консулами у Римі були Гней Клавдій Север та Тиберій Клавдій Помпеян.
- Римський імператор Марк Аврелій залишався в Карнунті й продовжував писати свої «Роздуми».

## Народились
- Максимін Фракієць — римський імператор